# Dnevni list
Dnevni list su bosanskohercegovačke dnevne novine na hrvatskom jeziku koje su prodaju diljem BiH, pretežito na područjima naseljenima Hrvatima. Uz BiH izdanje Večernjeg lista, najčitanije[nedostaje izvor] su dnevne novine u Mostaru i Hercegovini, a čitane su i u Središnjoj Bosni i Posavini. 
Osim sjedišta u Mostaru, novine imaju podružnicu u Sarajevu, a ranije su imale i više dopisništava iz drugih, manjih gradova. 

## Vanjske poveznice
- Službene stranice
- Primjerci Dnevnog lista na Scribd.com